# Nederlands in het Caribisch deel van het Koninkrijk der Nederlanden
Het Nederlands is een officiële taal in het Caribisch deel van het Koninkrijk der Nederlanden. De meeste Caribische Nederlanders spreken Nederlands, al is dit vaak niet hun moedertaal. De gesproken taalvariant is het Antilliaans-Nederlands. Op de Benedenwindse ABC-eilanden (Aruba, Bonaire en Curaçao) is de moedertaal vaak Papiaments, en op de Bovenwindse SSS-eilanden (Sint Maarten, Saba en Sint Eustatius) Engels. Het basisonderwijs wordt veelal niet meer in het Nederlands maar in het Papiaments of Engels gegeven; het middelbaar onderwijs is wel Nederlandstalig. Naast het Nederlands, Engels en Papiaments spreekt de bevolking vaak ook Spaans.

## Voorkomen van het Nederlands op Curaçao
Een onderzoek uit 1986 onder leerlingen uit de 2e en 6e klas van het basisonderwijs op Curaçao, gaf de volgende resultaten met betrekking tot hun voertaal.
Thuis spreek ik alleen Papiaments
|        | gem. | max. | min. |
| ------ | ---- | ---- | ---- |
| Klas 2 | 63%  | 81%  | 49%  |
| Klas 6 | 58%  | 84%  | 24%  |

Thuis spreek ik Papiaments en een beetje Nederlands
|        | gem. | max. | min. |
| ------ | ---- | ---- | ---- |
| Klas 2 | 36%  | 51%  | 19%  |
| Klas 6 | 37%  | 69%  | 12%  |

Thuis spreek ik net zo veel Papiaments als Nederlands
|        | gem. | max. | min. |
| ------ | ---- | ---- | ---- |
| Klas 2 | 1%   | 6%   | 0%   |
| Klas 6 | 5%   | 14%  | 0%   |

Buiten schooltijd spreek ik tegen niemand Nederlands

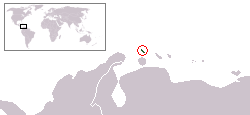
Aruba

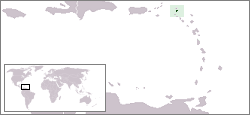
Sint Maarten

Curaçao

|        | gem. | max. | min. |
| ------ | ---- | ---- | ---- |
| Klas 2 | 47%  | 59%  | 25%  |
| Klas 6 | 32%  | 58%  | 5%   |